# Crisis (rivista)
Crisis fu una rivista politica e culturale edita a Buenos Aires fra il Maggio del 1973 e l’Agosto del 1976. Il suo direttore fu lo scrittore uruguegno Eduardo Galeano.

## Storia
La rivista Crisis fu fondata dall’imprenditore Federico "Fico" Vogelius  (1919-1986) nel Maggio del 1973, quando terminava il periodo della cosiddetta “Rivoluzione Argentina”, la dittatura di militari e alti funzionari dello Stato che con il golpe del 28 giugno 1966 avevano rovesciato il presidente democraticamente eletto Illia. Fin dall’inizio, la rivista tenne a dichiararsi politicamente neutrale, ‘’“al di fuori di qualsiasi partito o parrocchia”’’, nulla dicendo sulla propria e sul futuro ruolo di accertamento della verità e di guida al cambiamento della realtà sociale.
Essendo principalmente focalizzata sui temi dell’arte argentina e dei Paesi latinoamericani, ebbe tra i suoi collaboratori: Miguel Angel Bustos, Alejo Carpentier, Haroldo Conti, Julio Cortázar, Antonio Di Benedetto, Aníbal Ford, Eduardo Galeano, Juan Gelman, Raymundo Gleyzer, José Lezama Lima, Augusto Roa Bastos, Roberto Jorge Santoro, Osvaldo Soriano, Osvaldo Bayer, Jorge Luis Borges, Rogelio García Lupo, che diresse la rubrica Ediciones Crisis, Alfonso Alcalde, Eduardo Romano, Jorge Lafforgue, Jorge B. Rivera, Roberto Fontanarrosa, Miguel Bonasso, Mario Benedetti e da Tomás Eloy Martínez, Héctor Tizón, Paco Urondo, Rodolfo Walsh ed il caricaturista Hermenegildo Sábat, così come scrittori quali Jorge Asís, Ricardo Piglia, Elvio Gandolfo, Liliana Hecker e Santiago Kovadloff (traduttore di poesia e prosa dalla lingua portoghese), e vari altri.
In allegato ad ogni numero usciva in stampa il supplemento editoriale Cuadernos de Crisis, che presentava alcuni dipinti originali oppure serigrafie di documenti storici 
 Durante i tre anni di attività del periodico uscirono in stampa quaranta numeri, la cui pubblicazione fu finanziata da Vogelius tramite la vendita di un dipinto di Chagall.
Ernesto Sabato suggerì il nome della rivista, il cui titolo registrato inizialmente risultava finire con le parole ‘’“ideas, artes, letras en la Crisis”’’ .
L’idea di fondare la rivista nacque in una serata trascorsa ad un bar di Montevideo, alla fine del 1972. "Io non sapevo nemmeno chi fosse Vogelius" –dirà in seguito Galeano- "Ma c’era un buon intendimento reciproco quella notte, ed è iniziata una storia"..
Oltre al direttore Galeano, gli altri responsabili dello staff giornalistico erano Juan Gelman e, fino al 1975, Julia Constenla (moglie di Pablo Giussani): rispettivamente nei ruoli di segreteria di redazione e di segreteria generale. Dopo il colpo di Stato militare del 1976, entrambi dovettero fuggire all’estero e rifugiarsi a Roma. Nello stesso anno, il vignettista Hermenegildo Sábat iniziò a curare la pagina di satira politica del quotidiano Clarín, e a collaborare anche con Crisis.
Il primo numero di Crisis fu pubblicato mercoledì 3 maggio 1973, giorno in cui il generale Lanusse proclamò la legge marziale nella capitale argentina, a Mendoza, Santa Fé e Tucumán, come rappresaglia dell’attentato che nell’Aprile del 1973 costò la vita al contraammiraglio argentino Hermes Quijada.

Negli anni tra il 1974 e il 1975 la rivista dovette prestare attenzione a non essere etichettata quale organo dei Montoneros peronisti e dei loro oppositori della Tripla A perché non fosse fatta chiudere la redazione.

## Veste grafica
Oltre ad interviste, reportage ed editoriali in ogni numero erano presenti una serie di serigrafie originali per un totale di 76 opere di 20 artisti differenti, perlopiù edizioni degli altri periodici del tempo, ma anche mappe geografiche e documenti relativi alla storia argentina nel periodo compreso dal 1550 al 1842.
Un militare arrivò ad affermare che l’uso del carattere minuscolo nei titoli e nei nomi propri "sottintendeva una chiara finalità di stampo comunista, non disposta ad accettare l’esistenza di alcuna gerarchia, nè i nomi propri, dato che afferma che tutti gli uomini sono uguali".

## Contenuto
Crisis alimentò il dibattito pubblico inerente alla mistificazione storica sui temi dell’imperialismo e della decolonizzazione, la dittatura e la democrazia. A questi argomenti riservò diversi articoli e uscite in stampa: al golpe cileno contro il presidente Salvador Allende (1973), alla Rivoluzione dei garofani in Portogallo (1974), al golpe militare di Alvarado in Perù (1973), alla morte di Francisco Franco, e alle conseguenze di rilevanza mondiale generate dalla Guerra del Vietnam, dalla crisi petrolifera del 1973 e dalla Corsa agli armamenti, che raggiunse il suo culmine nei primi anni '70.
I Cuadernos de Crisis pubblicati tra l’Ottobre 1973 e l’Agosto del 1976, sotto la direzione di Julia Constenla e di Aníbal Ford, presentarono analisi puntuali e biografie di personalità storiche del continente latinoamericano, fra le quali: Che Guevara, Neruda, Felipe Varela, Facundo Quiroga e José Gervasio de Artigas. Visto il successo della rivista, Vogelius prese a pubblicare un degli inserti editoriali, il cui primo titolo fu "La patria fusilada. Entrevistas de Francisco Urondo", prima testimonianza scritta inerente l’esecuzione di sedici oppositori politici, fucilati a Trelew il 22 agosto 1972, cui si aggiunsero altre pubblicazioni: "Vagamundo" firmato da Galeano; "Sota de bastos, caballo de espadas" di Tizón, e "Mascaró, el cazador americano" di Haroldo Conti.
La Colección Política, curata da Rogelio García Lupo, affrontò temi come la morte di Allende, l’ideologia nazionalista del boliviano Juan José Torres, o la storia del Perù dal punto di vista del giornalista e politico José Carlos Mariátegui.
Il giornalista cileno Alfonso Alcalde curò la rubrica "Grandes Reportajes de Crisis", che pubblicò resoconti biografici ricchi di fotografie, tra le quali quelle di Marilyn Monroe e Salvador Allende. Mario Benedetti lavorò nella collezione "This America", serie di saggi e racconti di autori latinoamericani.

Tra le sue pagine furono pubblicati testi propri o dedicati a James Joyce, Italo Calvino, Roland Barthes, Carlos Saura, Franz Kafka, Umberto Eco, Alain Resnais, Luigi Nono, Sigmund Freud, Cesare Pavese, Jean-Paul Sartre, Thomas Mann.
Le rubriche "Artes Plásticas" a cura di  Vicente Zito Lema, e "Los ritmos y las formas" del critico d’arte Jorge Romero Brest, compeltavano il panorama culturale, tramite interviste a numerosi esponenti del mondo della pittura e della scultura.
Julia Constela dichiarò:
A seguito del colpo di Stato del 1976, numerosi collaboratori furono catturati, finirono desaparecidos e poi uccisi, oppure furono costretti a vivere in clandestinità e in esilio. Pertanto, Vogelius decise di chiudere il giornale. Ciononostante, il Governo fece sequestrare il fondo editoriale e arrestare Vogelius, destando l’indignazione e le proteste internazionali, tra cui quelle di Enrich Boll e altri Premi Nobel come. A seguito delle pressanti richieste di liberazione, riconosciuta dopo poco tempo e fino al 1980.
La linea editoriale del periodico, fatta di informazione libera e discussione democratica di idee, cagionò ai responsabili e collaboratori non pochi problemi le autorità al potere, finché nel numero 30 dell'Ottobre 1975 si denunciarono le misure di protezione inattuate, nonostante le minacce di morte rivolte ai redattori. Un mese più tardi i timori si concretizzarono nel sequestro di uno dei collaboratori, desaparecido dal 5 maggio 1976.
Nel 1986 Vogelius riprese a pubblicare la rivista dal numero 41, in linea di continuità con il primio periodo, rendendo in questo modo "omaggio" ai redattori scomparsi: Urondo, Walsh, Conti, Santoro, Bustos e Gleyzer. In quei giorni, Vogelius sarebbe morì a Londra.
Il secondo periodo di Crisis durò pochi anni. Infatti, gli eredi di Vogelius non condividevano l'orientamento ideologico del periodico, e decisero di chiuderlo definitivamente.

## Contributori
Fra i numerosi collaboratori, meritano una particolare menzione : Haroldo Conti, Raúl González Tuñon, Jorge Luis Borges, Ernesto Sabato, Oliverio Girondo, Mario Benedetti, Ernesto Cardenal, Julio Cortázar, Roberto Fernández Retamar, Miguel Briante, Roberto Fontanarrosa, Vicente Zito Lema, Ernesto Giudici, ed infine Héctor Tizón.
La rivista fece esordire alcuni intellettuali argentini, all’epoca sconosciuti al grande pubblico, e che dal punto di vista professionale si affermarono negli anni successivi: Ricardo Piglia, Liliana Heker o Andrés Rivera.

Scrittori latinoamericani già affermati Jorge Amado, Augusto Roa Bastos, Alejo Carpentier, Gabriel García Márquez pubblicarono su Crisis alcune delle loro opere.
La scrittrice uruguaiana María Esther Gilio realizzò una serie di ‘’reportage’’, dei quali il più importante fu  l’intervista ad Aníbal Troilo.

Santiago Kovadloff fu il traduttore di alcune opere dalla lingua portoghese. La prima di queste fu la traduzione della poesia "Cálice" di Chico Buarque, che in Brasile, Paese nativo dell’autore, era stata censurata dal regime.